# Drusiana Sforza
Drusiana Sforza (Falconara, 30 settembre 1437 – Padova, 29 giugno 1474) era figlia di Francesco Sforza e dell'amante Giovanna d'Acquapendente.

## Biografia
Crebbe alla corte del padre e venne legittimata nel 1448. La moglie del padre Bianca Maria Visconti l'accolse sotto la sua protezione. 
Divenne moglie prima del doge di Genova Giano Fregoso, dal quale non ebbe figli; in seguito si sposò all'irrequieto condottiero Jacopo Piccinino. Il matrimonio avvenne il 12 agosto 1464 a Milano.
Andato a Napoli, il 26 giugno 1465 Jacopo fu catturato e fatto uccidere per ordine del re Ferdinando I di Napoli. Probabilmente non fu del tutto estraneo suo suocero Francesco. Drusiana, incinta, si rifugiò da Costanzo I Sforza a Pesaro dove diede alla luce il figlio: Giacomo Nicolò Galeazzo (27 luglio 1465-1468?).
Morta Bianca Maria Visconti, e confiscati i suoi beni da parte del nuovo duca di Milano Galeazzo Maria Sforza, Drusiana, senza quindi protezione né averi, fu costretta a ritirarsi nel convento di Sant'Agostino. Da qui, perseguitata dal fratello che voleva farla risposare, fuggì a Trezzo e poi a Bergamo.
Morì, in ristrettezze economiche, a Padova nel 1474, probabilmente di tisi.

## Ascendenza
|                          |   |                  | Genitori           |  |  | Nonni |  |  | Bisnonni           |  |  | Trisnonni         |  |
|                          |   |                  |                    |  |  |       |  |  | Giovanni Attendolo |  |  | Giacomo Attendolo |  |
|                          |   |                  |                    |  |  |       |  |  | Giovanni Attendolo |  |  | Giacomo Attendolo |  |
|                          |   | …                |                    |  |  |       |  |  | Giovanni Attendolo |  |  |                   |  |
| Giacomo Attendolo        |   |                  |                    |  |  |       |  |  | Giovanni Attendolo |  |  |                   |  |
|                          |   | Elisa Petraccini | Ugolino Petraccini |  |  |       |  |  |                    |  |  |                   |  |
|                          |   | Elisa Petraccini | Ugolino Petraccini |  |  |       |  |  |                    |  |  |                   |  |
|                          |   | Elisa Petraccini | …                  |  |  |       |  |  |                    |  |  |                   |  |
| Francesco I Sforza       |   | Elisa Petraccini |                    |  |  |       |  |  |                    |  |  |                   |  |
|                          |   | …                | …                  |  |  |       |  |  |                    |  |  |                   |  |
|                          |   | …                | …                  |  |  |       |  |  |                    |  |  |                   |  |
|                          |   | …                | …                  |  |  |       |  |  |                    |  |  |                   |  |
| Lucia Terzani            |   | …                |                    |  |  |       |  |  |                    |  |  |                   |  |
|                          |   | …                | …                  |  |  |       |  |  |                    |  |  |                   |  |
|                          |   | …                | …                  |  |  |       |  |  |                    |  |  |                   |  |
|                          |   | …                | …                  |  |  |       |  |  |                    |  |  |                   |  |
| Drusiana Sforza          |   | …                |                    |  |  |       |  |  |                    |  |  |                   |  |
|                          | … | …                |                    |  |  |       |  |  |                    |  |  |                   |  |
|                          | … | …                |                    |  |  |       |  |  |                    |  |  |                   |  |
|                          | … | …                |                    |  |  |       |  |  |                    |  |  |                   |  |
| …                        | … |                  |                    |  |  |       |  |  |                    |  |  |                   |  |
|                          |   | …                | …                  |  |  |       |  |  |                    |  |  |                   |  |
|                          |   | …                | …                  |  |  |       |  |  |                    |  |  |                   |  |
|                          |   | …                | …                  |  |  |       |  |  |                    |  |  |                   |  |
| Giovanna d'Acquapendente |   | …                |                    |  |  |       |  |  |                    |  |  |                   |  |
|                          |   | …                | …                  |  |  |       |  |  |                    |  |  |                   |  |
|                          |   | …                | …                  |  |  |       |  |  |                    |  |  |                   |  |
|                          |   | …                | …                  |  |  |       |  |  |                    |  |  |                   |  |
| …                        |   | …                |                    |  |  |       |  |  |                    |  |  |                   |  |
|                          |   | …                | …                  |  |  |       |  |  |                    |  |  |                   |  |
|                          |   | …                | …                  |  |  |       |  |  |                    |  |  |                   |  |
|                          |   | …                | …                  |  |  |       |  |  |                    |  |  |                   |  |
|                          |   | …                |                    |  |  |       |  |  |                    |  |  |                   |  |